# 武成 (李希烈)
武成（ぶせい）は、中国、唐代の反乱指導者である李希烈が建てた元号。
784年 - 786年。

## 西暦との対照表
| 武成 | 元年     | 2年     | 3年     |
| 西暦 | 784年    | 785年   | 786年   |
| 干支 | 甲子     | 乙丑    | 丙寅    |
| 唐   | 興元元年 | 貞元2年 | 貞元2年 |